# La Huerta
La Huerta é um município do estado de Jalisco, no México.
Em 2005, o município possuía um total de 20.161 habitantes.